# Stylidium divaricatum
Stylidium divaricatum är en tvåhjärtbladig växtart som beskrevs av Otto Wilhelm Sonder. Stylidium divaricatum ingår i släktet Stylidium och familjen Stylidiaceae. Inga underarter finns listade i Catalogue of Life.